# かみや薬品
かみや薬品株式会社（かみややくひん）は、栃木県佐野市大橋町1420に本社を置く主に医薬品・医療機器の卸売りを扱う企業であった。創業は明治8年。昭和25年4月設立。現在は、「東邦薬品」である。

## 概要
- 代表取締役社長 柴田弘作
- 代表取締役専務 柏崎栄五郎
- 代表取締役 岡昭七
- 代表取締役 石崎賢司
- 代表取締役 渡辺正博
- 月商 11億3,500万円
- 資本金 1,000万円
- 従業員 153人（平成10年1月現在）

## 沿革
- 明治8年創業
- 昭和25年4月「かみや薬局」設立
- 昭和36年　関東・東北地区の田辺製薬系医薬品卸で「竹の会」発足
- 昭和37年6月「宇都宮営業所」開設
- 昭和37年7月「かみや薬品株式会社」（栃木県佐野市金井仲町）に商号変更
- 昭和38年　「宇都宮営業所」（栃木県宇都宮今泉町2159）
- 「西那須野営業所」「小山営業所」「栃木営業所」開設
- 平成2年4月JM-NET北関東協議会を発足
- 平成10年1月1日	東邦薬品（東京都）が吸収合併し栃木県での販売シェア率が「潮田三国堂」を抜いて首位となる。
  - 栃木圏域は、東邦薬品・宇都宮支店（栃木県宇都宮市末広2-6-17）を中心に営業部を再編成「宇都宮第一営業所」・「宇都宮第二営業所」・「宇都宮第三営業所」・「西那須野営業所」・「佐野営業所」・「栃木営業所」とする

## 大株主
- かみや商事
- 田辺製薬
- 第一製薬
- 足利銀行

## 営業所
- 宇都宮支店・栃木県宇都宮市泉町2159
- 小山営業所・西那須野営業所

## 売上高（百万円）
かみや薬品 　　　　　　　　　　　ナカノ薬品   　　　　　　     　　    　三国堂
- 昭和51年9月  3,430　　　　昭和51年9月5,948　　　昭和51年5月3,216
- 昭和52年9月3,895      　　　  昭和52年9月6,010　　　昭和52年5月3,521
- 昭和52年12月1,117

## 主な取引メーカー
- 田辺製薬
- 第一製薬
- ミドリ十字
- 萬有製薬
- 小野薬品
- 日本新薬
- ファイザー